# Graphiurus johnstoni
Graphiurus johnstoni là một loài động vật có vú trong họ Gliridae, bộ Gặm nhấm. Loài này được Thomas mô tả năm 1897.